# PKP MBxd1 201 bis 204
Die Triebwagen MBxd1 201–204 der Polnischen Staatsbahnen sind vierachsige Schmalspur-Triebwagen der Bauart MBxd1 mit der Spurweite 750 mm.
Die einzelnen Buchstaben der Bezeichnung MBxd1 stehen für
- M: Schmalspurtriebwagen (motorowy)
- B: zweite Klasse
- x: vier Achsen
- d: Hochdruckverbrennungsmotor
- 1: mechanische Kraftübertragung

Triebwagen MBxd1 201 wurde 1960 bei Konstal in Chorzów gebaut und an die Krotoszyńska Kolej Dojazdowa in Pleszew abgeliefert. Er war der erste nach dem Zweiten Weltkrieg in Polen gebaute Triebwagen für die Spurweite 750 mm. Er sollte als Prototyp für die Versorgung aller polnischen Schmalspurbahnen dienen.
Der Motor befindet sich aufrecht in der Mitte des Fahrzeugs. Dadurch wird der Fahrgastraum in zwei Abteile geteilt. Als Sitze dienen Holzbänke.
Die Konstruktion konnte die Erwartungen nicht ganz erfüllen. Daher wurde von der Beschaffung einer Großserie Abstand genommen. Erst 1965 wurden zwei weitere Triebwagen der Reihe und 1967 ein vierter beschafft. Auch diese Fahrzeuge wurden nach Pleszew geliefert. Ab 1966 wurden sie jedoch teilweise an andere PKP-Schmalspurbahnen abgegeben und von 1985 bis 1987 bei der Wrocławska Kolej Dojazdowa in Trzebnica Gaj zusammengezogen. Dort blieben sie bis zur Einstellung des Betriebs 1991 und wurden dann an die Krośniewicka Kolej Dojazdowa abgegeben, obwohl diese bereits 1986 mit Neubautriebwagen der Baureihe MBxd2 versorgt worden war, mit deren Instandhaltung sie aber Probleme hatte. Als bisher einziges Fahrzeug der Serie wurde 1997 MBxd1 202 verschrottet. Nach Einstellung des Betriebs durch die PKP 2001 und der Übernahme einiger PKP-Schmalspurbahnen durch private Betreiber wurde der Bestand reduziert. Die Triebwagen 201 und 203 gelangten 2002 bzw. 2003 zur Gnieźnieńska Kolej Dojazdowa bzw. Rogowska Kolej Wąskotorowa für Einsätze im Touristenverkehr, sind dort aber nicht betriebsfähig. MBxd1 204 wird auch noch nach Übernahme des Schmalspurbetriebs in Krośniewice durch die SKPL im regulären Personenverkehr verwendet.